# Distrikt Tournavista
Der Distrikt Tournavista liegt in der Provinz Puerto Inca in der Region Huánuco in Zentral-Peru. Der Distrikt wurde am 19. November 1984 gegründet. Der Distrikt Tournavista hat eine Fläche von 1607 km². Beim Zensus 2017 wurden 6219 Einwohner gezählt. Im Jahr 1993 lag die Einwohnerzahl bei 6322, im Jahr 2007 bei 5052. Verwaltungssitz des Distriktes ist die am linken Flussufer des Río Pachitea auf einer Höhe von 250 m gelegene Kleinstadt Tournavista mit 1495 Einwohnern (Stand 2017). Tournavista befindet sich 58 km nordnordöstlich der Provinzhauptstadt Puerto Inca.

## Geographische Lage
Der Distrikt Tournavista liegt im Nordosten der Provinz Puerto Inca. Er hat eine Längsausdehnung in Ost-West-Richtung von 60 km. Der Distrikt liegt am Westrand des Amazonasbeckens. Im Südosten erheben sich die Berge des Sira-Gebirges. Der stark mäandrierende Río Pachitea durchströmt den Distrikt zentral in nordöstlicher Richtung. Die Nationalstraße 5N von Alexander von Humboldt nach Puerto Inca und weiter nach Ciudad Constitución durchquert den Westen des Distrikts in Nord-Süd-Richtung.
Der Distrikt Tournavista grenzt im Süden an den Distrikt Puerto Inca, im Westen an die Distrikte Irázola und Alexander von Humboldt (beide in der Provinz Padre Abad) sowie Campoverde (Provinz Coronel Portillo), im Norden an den Distrikt Honoria sowie im Osten an den Distrikt Iparía (ebenfalls in der Provinz Coronel Portillo).